# Suzuki 1000 Katana
La GSX 1000 SZ et SD  et GS 1000 SZ Katana est un modèle de motocyclette issu du catalogue du constructeur japonais Suzuki.
La GS 1000 SZ est un modèle réservé au marché américain.
La 1000 Katana a été créée en 1982 pour être homologuée en Superbike. L'année suivante, la limitation de cylindrée pour courir est descendue à 750 cm³.